# سوپراستار ویرگو
سوپراستار ویرگو (به انگلیسی: SuperStar Virgo) یک کشتی است که طول آن ۲۶۸٫۶۰ متر (۸۸۱ فوت ۳ اینچ) می‌باشد. این کشتی در سال ۱۹۹۸ ساخته شد.